# 原武博之
原武 博之（はらたけ ひろゆき、1948年2月15日 - 2025年1月28日）は、熊本県を拠点に活動していた日本のフリーアナウンサーで、熊本放送（RKK）の元アナウンサー。血液型はO型、星座はみずがめ座。

## 来歴・人物
熊本市出身。熊本商科大学付属高等学校、熊本商科大学卒業後、1970年RKKに入社。ラジオ局次長を最後に定年退職。その後も、2017年までRKKラジオでパーソナリティを務めた。
2025年に死去。死去の数年前から体調を崩し、介護施設に入所していたという。

## 嗜好・挿話
趣味は料理で、菓子作りも得意としていた。
また永年にわたり、毎年10月にアスペクタ（熊本県野外劇場）で開催されていた日本初のカントリー・ミュージックの野外フェスティバル「COUNTRY GOLD」に参加していたことでも知られる。

## 担当番組
※◆は定年退職後も継続担当、もしくは定年後に開始された番組。

### ラジオ
- ◆原武博之の歌謡曲こんばんは
- Oh!昼です。歌謡曲→Oh!昼のほっとタイム
- オールディーズポップスフォーエバー
- 原武博之シャキっとモーニング
- 毎度おなじみ鉢盛りラジオ
- サタデーワイド気分はベジタブル
- 日専連オールディーズポップス
- あなたの選んだ歌謡曲
- ◆みんなの童謡
- ◆原武博之のザックザク歌謡曲（2010年 - 2017年）
- ◆青春グラフィティ～WE LOVE OLDIES～（2009年 - 2016年）

### テレビ
- ザ・ベストテン RKK追っかけマン
- 朝のホットライン RKKホットラインアナ